# Mahaiza
Mahaiza – gmina na Madagaskarze, w regionie Vakinankaratra, w dystrykcie Betafo. W 2001 roku zamieszkana była przez 18 021 osób. Siedzibę administracyjną stanowi miejscowość Mahaiza.